# 'Imad al-Din Zenji II
Abū l-Fatḥ ʿImād al-Dīn Zenjī ibn Mawdūd, detto "al-Malik al-ʿĀdil", ossia Il sovrano giusto (in arabo أبو الفتح عماد الدين زنكي بن مودود‎?; ... – 1197), fu un emiro della dinastia zengide, con sede a Sinjār. Era il primogenito di Qutb al-Dīn Mawdūd.
Regnò dal 1171 al 1197 su Sinjār e, tra il 1181 e il 1183, su Aleppo. 

## Biografia
Suo padre morì il 6 settembre 1170, diseredandolo e designando come suo successore il secondogenito, Sayf al-Din Ghazi II. Imad ad-Din si rifugiò ad Aleppo presso la corte di Nur al-Din. Quest'ultimo intervenne rapidamente contro Mosul, conquistando Sinjar e assediando Mosul, che si arrese il 22 gennaio 1171. Contrariamente alle speranze di Imad ad-Din, Nur al-Din mantenne il controllo della città per sé, vi nominò un visir, Gumushtekin, e lasciò il titolo di emiro di Mosul a Sayf al-Din. In compenso, Imad ad-Din ricevette Sinjar.
Sayf al-Din morì il 29 giugno 1180 e nominò come suo successore il fratello Izz al-Din Mas'ud. Aveva certamente un figlio, ma questi aveva solo dodici anni e la situazione politica richiedeva un uomo forte alla guida dell'emirato. Saladino, visir d’Egitto, rifiutò la tutela di Nur al-Din e, approfittando della morte di quest’ultimo, si impadronì di Damasco e, cercando di unificare i musulmani di Egitto e Siria sotto il proprio dominio, rappresentò una minaccia per Mosul e Aleppo. Il 4 dicembre 1181, suo cugino Al-Malik al-Salih Isma'il, figlio di Nur al-Din, morì senza lasciare né figli né fratelli e nominò come suo successore Izz al-Din Mas'ud, contro il parere dei suoi consiglieri che avevano proposto Imad ad-Din. Su insistenza del fratello Izz ad-Din, quest’ultimo preferì scambiare Sinjar con Aleppo con Imad ad-Din.
Nel novembre del 1182, Saladino, nel tentativo di unificare la Siria musulmana sotto il proprio dominio, pose assedio a Mosul, ma i principi musulmani, preoccupati per le sue ambizioni, formarono una coalizione che lo costrinse a togliere l’assedio. Nel maggio del 1183, si rivolse allora contro Aleppo e la assediò. La città era considerata inespugnabile: i suoi abitanti e difensori non esitavano a compiere incursioni contro l’esercito di Saladino, e Imad ad-Din avrebbe potuto chiedere l’aiuto del fratello Izz ad-Din Mas'ud o dei Franchi per costringerlo a ritirarsi, ma preferì negoziare. Il 12 giugno 1183 concluse lo scambio di Aleppo con le città di Sinjar, Nisibis, al-Khabur, al-Raqqa e Suruç. Imad ad-Din Zengi lasciò la città tra i fischi degli abitanti di Aleppo, che erano sempre stati fedeli agli Zengidi e si vergognavano della resa del loro emiro.
Nel giugno del 1190, rispose insieme a uno dei suoi nipoti di Mosul all’appello di Saladino per il jihad contro i Crociati che assediavano Acri. Nel 1193, approfittando della morte di Saladino, Imad ad-Din e suo fratello Izz ad-Din Mas'ud tentarono di liberarsi dal controllo ayyubide, ma la morte di Izz ad-Din Mas'ud poco dopo pose fine a questo tentativo. Imad ad-Din morì a Sinjar nel mese di novembre o dicembre del 1197.

## Eredità
Imad al-Din ebbe un figlio di nome Qutb ad-Din Muhammad (morto nel 1219), nato da una moglie sconosciuta, che gli succedette.